# Pinus henryi
Pinus henryi är en tallväxtart som beskrevs av Maxwell Tylden Masters. Pinus henryi ingår i släktet tallar, och familjen tallväxter. Inga underarter finns listade i Catalogue of Life.
Denna tall förekommer i Kina i provinserna Chongqing, Hubei, Hunan, Shaanxi och Sichuan. Den växer i bergstrakter mellan 1100 och 2000 meter över havet. Arten hittas ofta på öppna soliga ställen intill mindre lövträd och buskar.
Trä av arten används sällan inom skogsbruket. Pinus henryi är ganska sällsynt. IUCN kategoriserar arten globalt som nära hotad.